# Zofia Atteslander

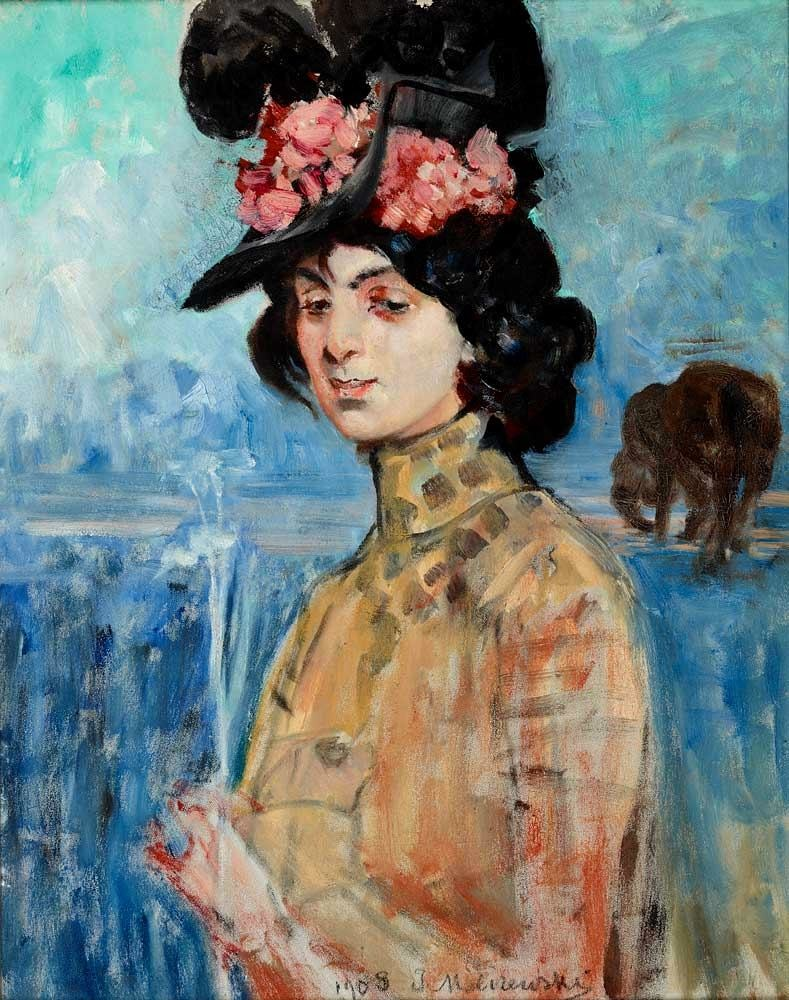
Zofia Atteslander sportretowana przez Jacka Malczewskiego (1908)

Zofia Atteslander (ur. 12 marca 1874 w Luborzycy, pow. miechowski, zm. ok. 1928 w Berlinie) – polska malarka, tworząca w latach 1889–1928 m.in. w Berlinie, Paryżu i Wiesbaden.

## Życiorys
Początkowo studiowała prywatnie u Jacka Malczewskiego w Krakowie, potem u Franza von Lenbacha, Heinricha Knirra (1862–1944) i Stanisława Grocholskiego w Monachium, a od roku 1902 u Adolfa Hölzela w Dachau. Specjalizowała się w malarstwie portretowym i w martwych naturach.
Podczas pobytu w roku 1904 w Wiesbaden wykonała portrety rumuńskiej rodziny królewskiej. W 1908 podczas pobytu w Paryżu została nagrodzona zaszczytnym wyróżnieniem na Salonie Artystów Francuskich.
Od 1903 brała udział w wystawach w krakowskim i lwowskim Towarzystwie Przyjaciół Sztuk Pięknych, a od 1904 w warszawskim Towarzystwie Zachęty Sztuk Pięknych. Oprócz malarstwa olejnego uprawiała malarstwo pastelowe. Swoje obrazy sygnowała często „Zo”.
W zbiorach Muzeum Narodowego w Krakowie znajduje się portret Cilly Elfy jej autorstwa.
Ostatnia udokumentowana informacja o Zofii Atteslander pochodzi z roku 1928.

## Dzieła

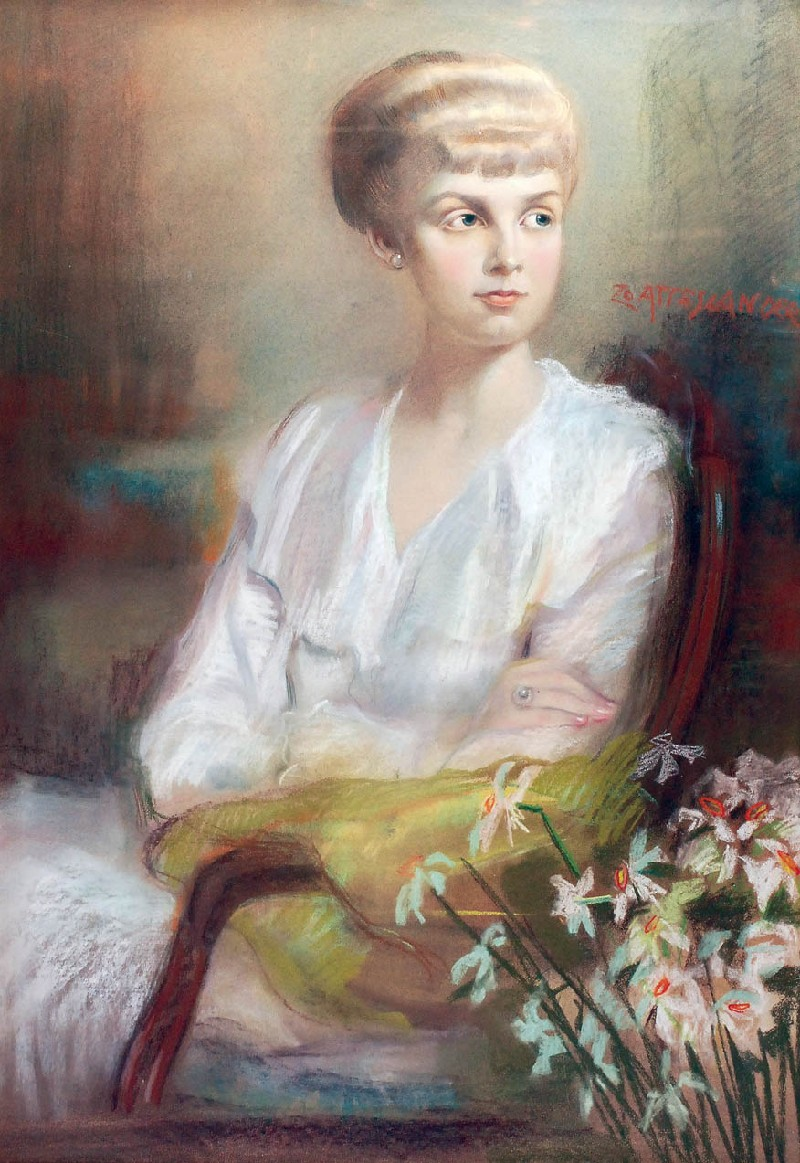
Portret młodej kobiety z narcyzami
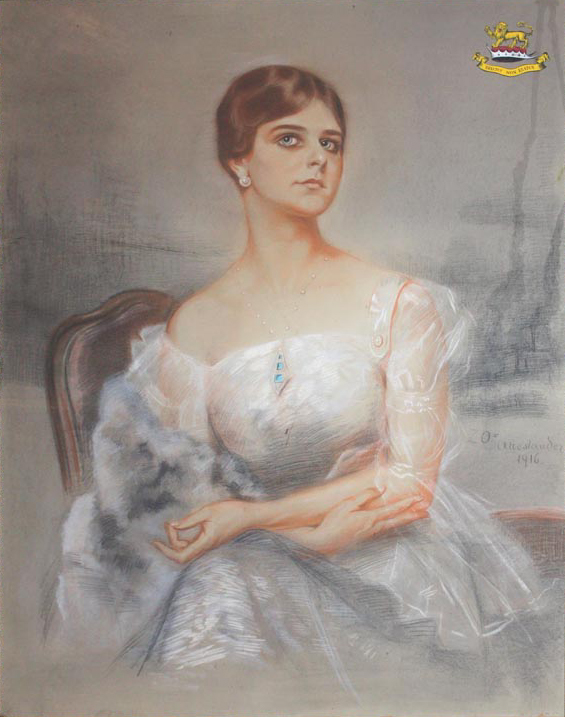
Portret kobiety
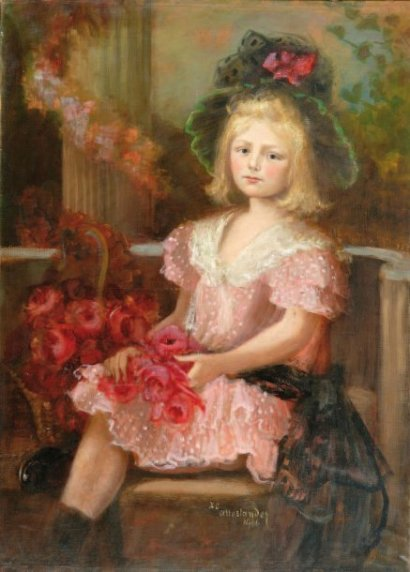
Dziewczynka w zielonym kapeluszu
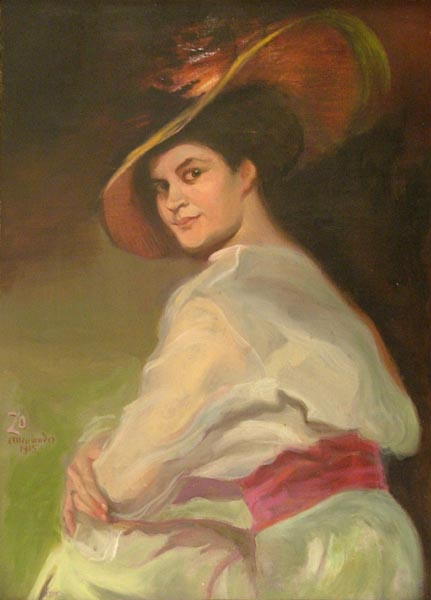
Portret dziewczyny w kapeluszu
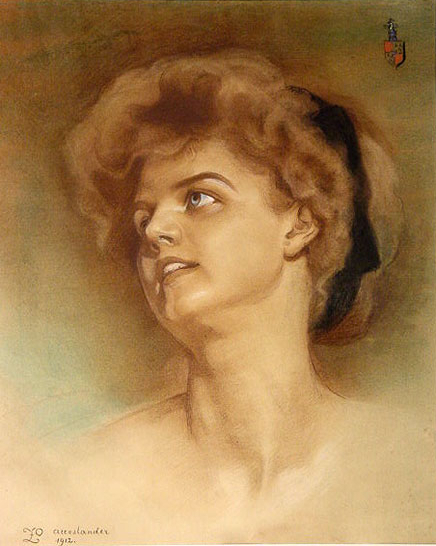
Portret Lady Stanhope (1912)
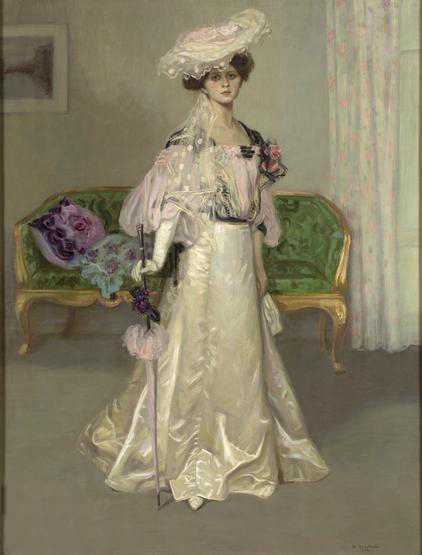
Portet Elfy Cilly, Muzeum Narodowe w Krakowie